# 愛知郵便局
愛知郵便局（あいちゆうびんきょく）は、2025年10月4日に愛知県名古屋市中村区に開局する予定の郵便局である。
愛知県及び岐阜県の郵便局50局から、当局に地域区分業務を移管・集約する予定である。